# Södertälje
Södertälje – miasto w środkowej Szwecji, w regionie Sztokholm, port nad jeziorem Melar (połączony kanałem z Morzem Bałtyckim). Założone w X w. W mieście znajduje się główna siedziba firmy Scania AB.
Södertälje znane jest z bardzo dużej liczby uchodźców z Iraku. Przyjmuje się, że miasto przyjęło ich więcej niż Stany Zjednoczone i Kanada łącznie. Miasto posiada największą społeczność pochodzenia asyryjskiego w Europie, którą ocenia się na powyżej 22 000 osób (35% populacji miasta). Ponadto w okolicy (region Sztokholm) mieszka około 80 000 osób pochodzenia asyryjskiego. W mieście mają siedziby kanały telewizyjne o zasięgu międzynarodowym – Suroyo TV oraz Suryoyo Sat.
Przyszedł tutaj na świat Björn Borg.
W mieście rozwinął się przemysł samochodowy, maszynowy, metalowy oraz chemiczny.

## Sport
- Assyriska FF – klub piłkarski
- Södertälje SK – klub hokejowy